# 羽黒青糠目石
羽黒青糠目石（はぐろあおぬかめいし）とは、茨城県桜川市羽黒地区から上城地区にかけての筑波山系最北部一帯より産出される青色で糠のようにキメが細かい花崗岩の名称である。

## 概要
地中のマグマが急速に冷え固まってできた花崗岩で、主要成分のキメが非常に細かい。マグマが均等に混ざり合っていないため、肉眼で確認できる色ムラが多い。また急速に冷え固まったため、ヒビ傷が多いのが難点で、採石丁場より産出される石材の大部分が廃材となる。そのため製材率が非常に悪く、墓石に使用されるムラ、ヒビ傷を完全に取り除いた特級材、一級材は高い希少性ゆえ取引価格も高額であるにもかかわらず非常に人気が高い。
とくに関東地方の寺院では高貴光明の石と呼ばれ、貴族、政治家、経済人をはじめ、著名人の墓にも多数用いられている。近年では大相撲の初代貴乃花こと花田満、映画監督の三船敏郎などの著名人の墓石本体に使用されている。
墓石はもとより建築石材、彫刻やオブジェ・モニュメント、美術工芸、庭園装飾まで幅広く利用されている。石目が非常に細かいので仏像彫刻などで繊細な表情を作りだすことが出来る。近年、純国産の高級仏像彫刻には羽黒青糠目の使用率が群を抜いて高い。

## ギャラリー

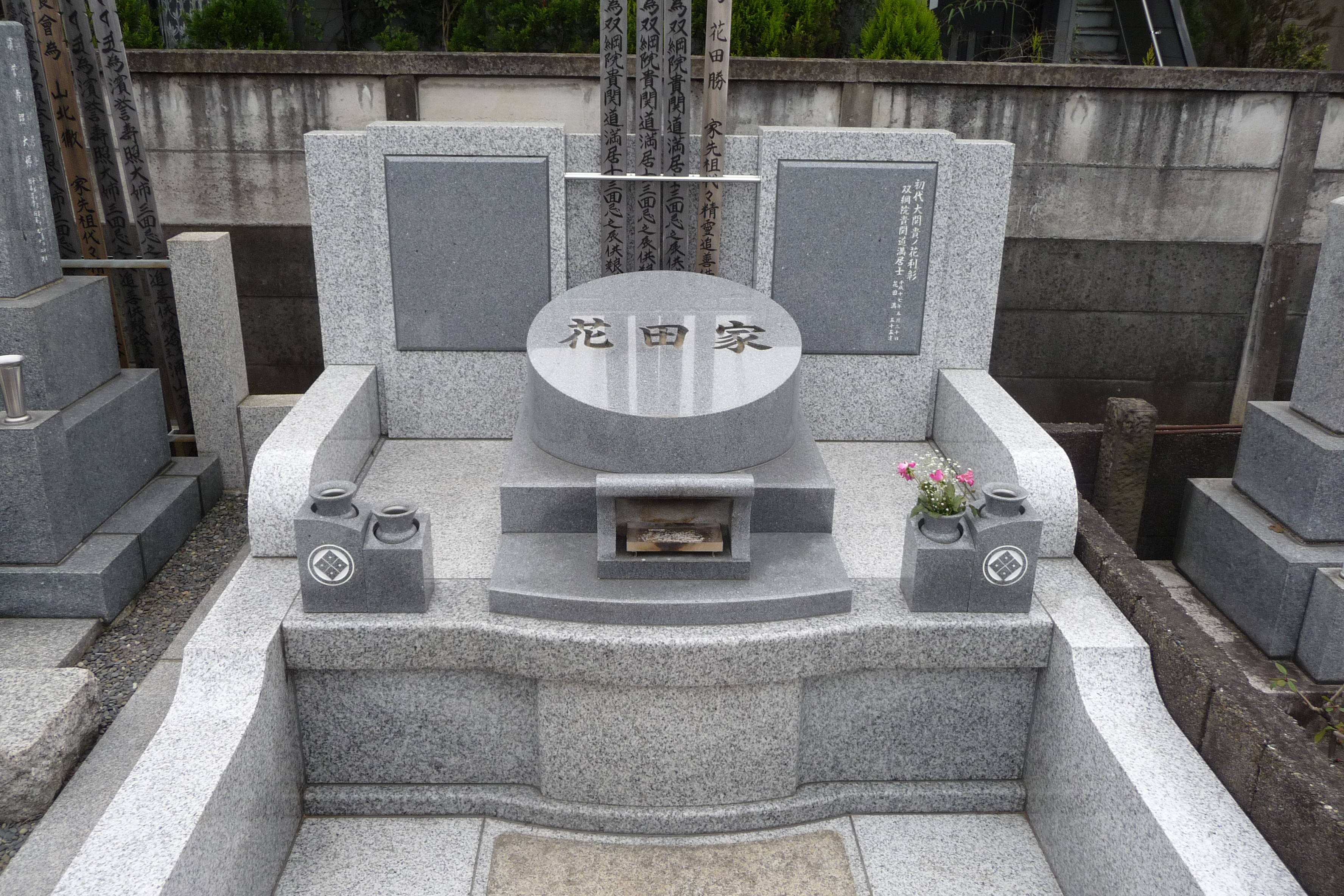
初代貴乃花の墓石　　　羽黒青糠目使用
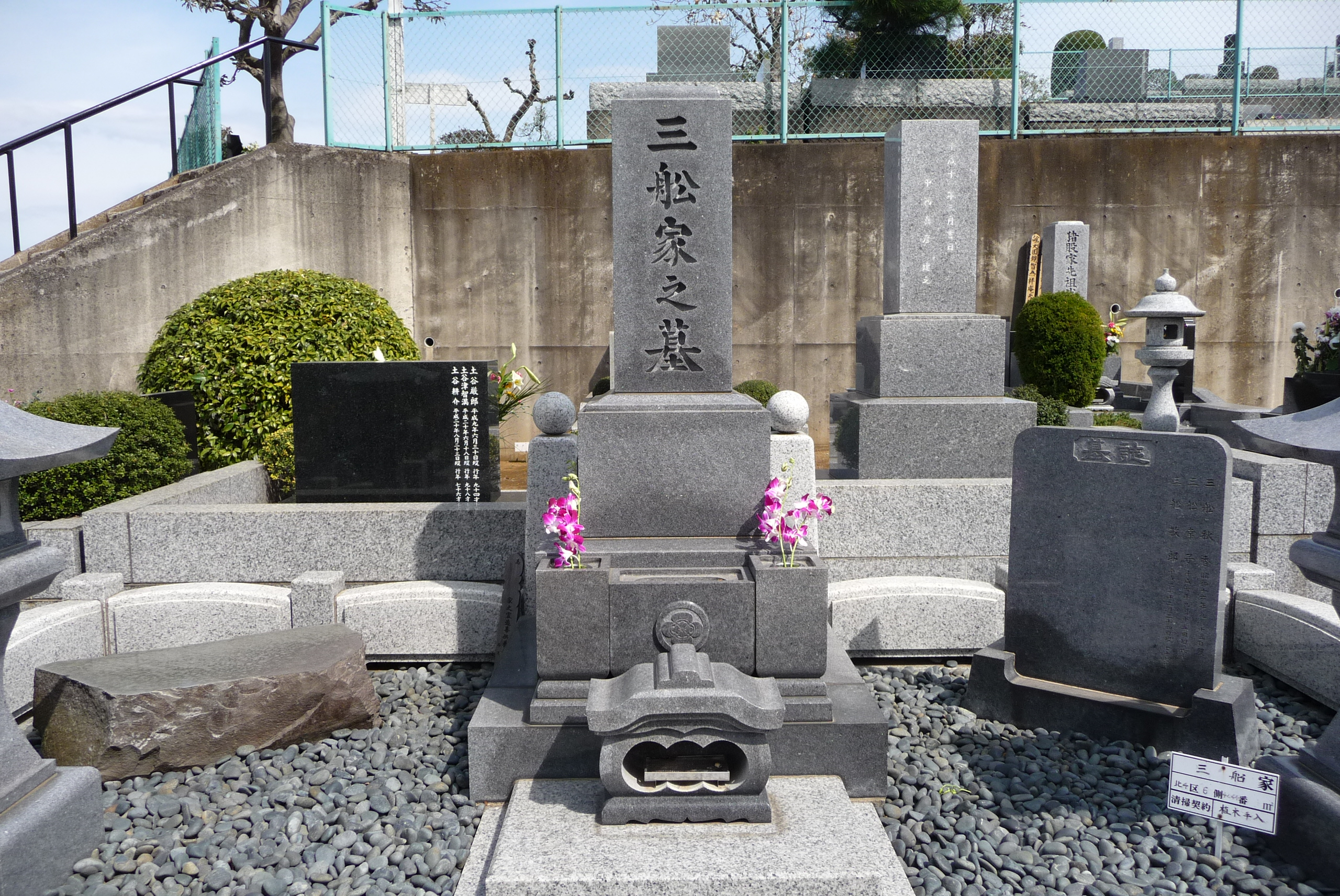
三船敏郎の墓石　　　　羽黒青糠目使用